# Messier 78

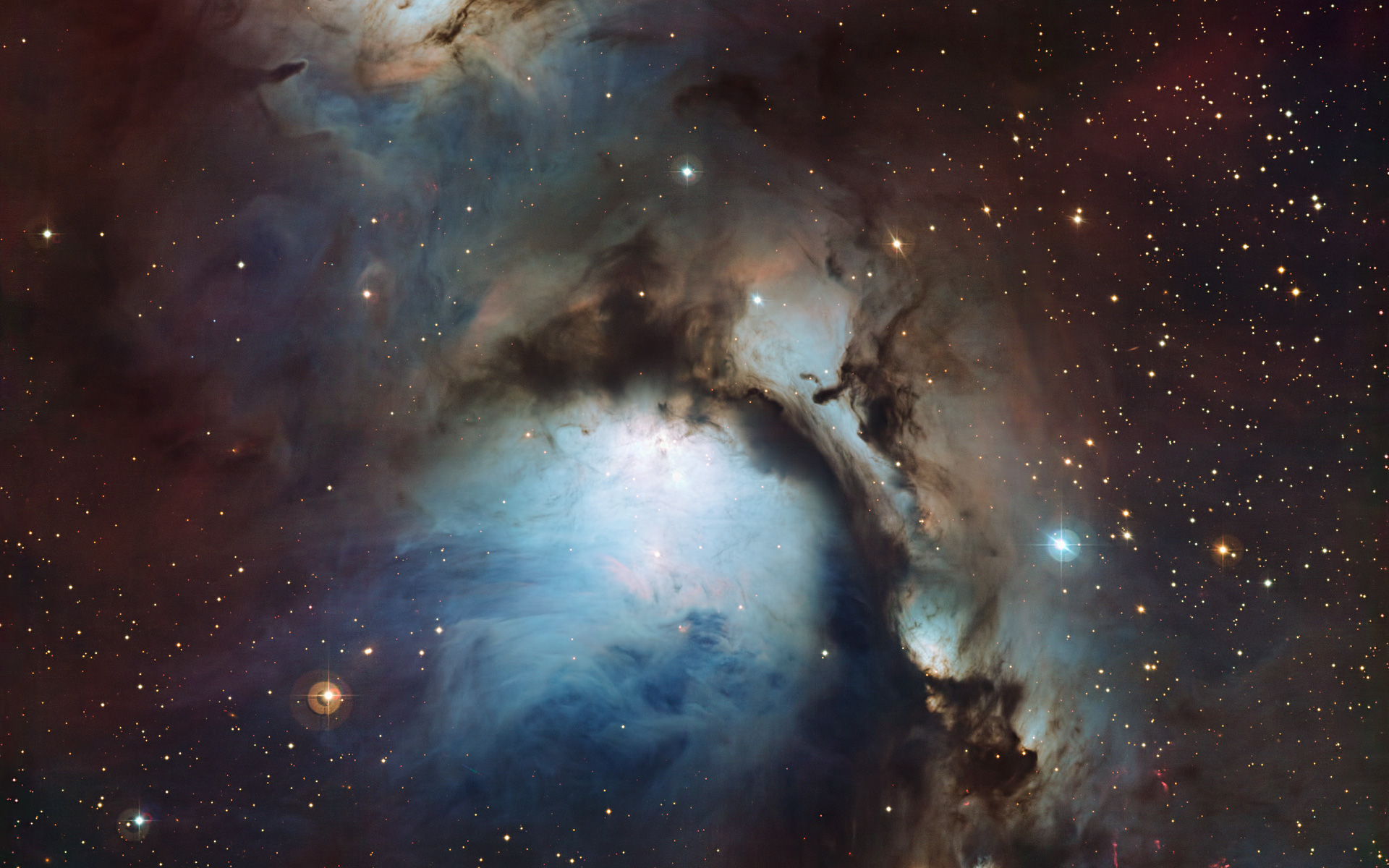
Messier 78

M78 (Messier 78; NGC 2068) is een reflectienevel in het sterrenbeeld Orion. Hij werd in 1780 ontdekt door Pierre Méchain en in datzelfde jaar door Charles Messier opgenomen in zijn catalogus van komeetachtige objecten als nummer 78.
M78 is een onderdeel van het Orioncomplex een gebied van nevels en gaswolken die het grootste deel van het sterrenbeeld beslaat en onder andere de Orionnevel, Barnard's Loop en de Paardenkopnevel behelst. M78 is het helderste lid van een groepje nevels in dit gebied dat ook NGC 2064, NGC 2067 en NGC 2071 bevat.
Met een kleine telescoop is M78 al te zien als een wazig vlekje met daarin twee sterren van magnitude 10 waarvan het licht de nevel reflecteert. Er zijn in M78 ongeveer 45 veranderlijke sterren van het type T Tauri ontdekt, jonge sterren die zich nog in het vormingsprocess bevinden alsmede 17 Herbig-Haro objecten.